# Олешківська міська рада
Олешківська міська́ ра́да Олешківської міської територіальної громади (до 2020 року — Олешківська міська рада) — орган місцевого самоврядування Олешківської міської територіальної громади Херсонського району Херсонської області. Адміністративний центр — місто Олешки.
2 січня 2023 року указом Президента України № 3/2023 набула статус військової адміністрації.
Розпорядженням Президента України від 02 січня 2023 року № 2/2023-рп призначено начальником Олешківської міської військової адміністрації ГАСАНЕНКО Тетяну Василівну

## Склад ради

### VIII скликання
Рада складається з 26 депутатів та голови.
- Голова ради: Рищук Євген Миколайович
- Секретар ради: ********* ****** ********

#### Депутати
|  | Борисов Василь Іванович, 13.01.1961, освіта вища, член політичної партії Всеукраїнське об'єднання «Батьківщина», Заступник головного лікаря, Комунальне підприємство «Олешківська центральна районна лікарня», перший кандидат від Херсонської обласної організації Всеукраїнського об'єднання «Батьківщина» |
|  | Буліченко Анатолій Вікторович, 13.10.1967, освіта вища, безпартійний, Фізична особа підприємець, від Херсонської регіональної організації Політичної партії "Партія Ігоря Колихаєва «НАМ ТУТ ЖИТИ!» |
|  | Бушко Олександр Миколайович, 26.08.1953, освіта вища, член ПОЛІТИЧНОЇ ПАРТІЇ «ОПОЗИЦІЙНА ПЛАТФОРМА — ЗА ЖИТТЯ», Директор, ПП «Бушко О. М.», від Херсонської регіональної організації Політичної партії «ОПОЗИЦІЙНА ПЛАТФОРМА — ЗА ЖИТТЯ»                                                                     |
|  | Височина Тетяна Василівна, 11.10.1964, освіта вища, безпартійна, Заступник керівника, Управління соціального захисту населення Олешкіської районної держадміністрації, від Херсонської регіональної організації Політичної партії "Партія Ігоря Колихаєва «НАМ ТУТ ЖИТИ!»                                    |
|  | Гараненко Вадим Олександрович, 21.05.1983, освіта вища, безпартійний, Голова адміністрації, Нововоронцовська районна державна адміністрація, перший кандидат від Херсонської Обласної організації ПОЛІТИЧНОЇ ПАРТІЇ «СЛУГА НАРОДУ»                                                                           |
|  | Горбань Ігор Аркадійович, 14.02.1967, освіта вища, безпартійний, Керівник шахового гуртка, Центр дитячої та юнацької творчості дітей, від Херсонської регіональної організації Політичної партії "Партія Ігоря Колихаєва «НАМ ТУТ ЖИТИ!»                                                                     |
|  | Гурова Тетяна Миколаївна, 25.05.1951, освіта вища, безпартійна, Тимчасово не працює, перший кандидат від Херсонської обласної організації Політичної партії «УДАР (Український Демократичний Альянс за Реформи) Віталія Кличка»                                                                              |
|  | Гурчик Людмила Вікторівна, 29.05.1970, освіта загальна середня, член ПОЛІТИЧНОЇ ПАРТІЇ «ЄВРОПЕЙСЬКА СОЛІДАРНІСТЬ», Тимчасово не працює, від Херсонської територіальної організації Політичної партії «Європейська Солідарність»                                                                              |
|  | Дука Олександр Олександрович, 07.02.1989, освіта вища, безпартійний, Голова адміністрації, Олешківська районна державна адміністрація, від Херсонської Обласної організації ПОЛІТИЧНОЇ ПАРТІЇ «СЛУГА НАРОДУ»                                                                                                 |
|  | Житченко Тетяна Юріївна, 23.06.1971, освіта загальна середня, член ПОЛІТИЧНОЇ ПАРТІЇ «ОПОЗИЦІЙНА ПЛАТФОРМА — ЗА ЖИТТЯ», Фізична особа-підприємець, Перший кандидат від Херсонської регіональної організації Політичної партії «ОПОЗИЦІЙНА ПЛАТФОРМА — ЗА ЖИТТЯ»                                              |
|  | Завгородній Сергій Віталійович, 28.04.1987, освіта загальна середня, член ПОЛІТИЧНОЇ ПАРТІЇ «ЄВРОПЕЙСЬКА СОЛІДАРНІСТЬ», Фізична особа-підприємець, від Херсонської територіальної організації Політичної партії «Європейська Солідарність»                                                                   |
|  | Іващенко Тетяна Миколайовна, 04.12.1959 р.н., освіта вища, безпартійна, Директор, Олешківська спеціалізована школа I—III ступенів № 4, від Херсонської обласної організації політичної партії «Наш край». |
|  | Карпухін Юрій Юрійович, 31.12.1979, освіта вища, безпартійний, Адвокат, від Херсонської Обласної організації ПОЛІТИЧНОЇ ПАРТІЇ «СЛУГА НАРОДУ» |
|  | Кудас Віктор Володимирович, 25.04.1966, освіта вища, член політичної партії Всеукраїнське об'єднання «Батьківщина», Завідуючий ЛОР відділенням, Комунальне підприємство «Олешківська центральна районна лікарня», від Херсонської обласної організації Всеукраїнського об'єднання «Батьківщина»              |
|  | Лазаренко Юрій Андрійович, 04.11.1971, освіта загальна середня, член ПОЛІТИЧНОЇ ПАРТІЇ «ЄВРОПЕЙСЬКА СОЛІДАРНІСТЬ», Директор, Товариство з обмеженою відповідальністю «Олешківська ТЕЦ», від Херсонської територіальної організації Політичної партії «Європейська Солідарність»                              |
|  | Лаухіна Ольга Володимирівна, 09.11.1969, освіта вища, член ПОЛІТИЧНОЇ ПАРТІЇ «ЄВРОПЕЙСЬКА СОЛІДАРНІСТЬ», Директор, Комунальний заклад «Олешківська гімназія», Олешківської районної ради, Перший кандидат від Херсонської територіальної організації Політичної партії «Європейська Солідарність»            |
|  | Мнацаканян Шірак Валерікович, 08.05.1987, освіта вища, член Політичної партії «Радикальна Партія Олега Ляшка», Лікар-хірург, Комунальне підприємство «Олешківська центральна районна лікарня», перший кандидат від Олешківської районної організації Радикальної партії Олега Ляшка в Херсонській області    |
|  | Набока Микола Іванович, 20.06.1968, освіта загальна середня, член ПОЛІТИЧНОЇ ПАРТІЇ «ОПОЗИЦІЙНА ПЛАТФОРМА — ЗА ЖИТТЯ», Майстер лісу, Раденське лісництво, від Херсонської регіональної організації Політичної партії «ОПОЗИЦІЙНА ПЛАТФОРМА — ЗА ЖИТТЯ»                                                       |
|  | Потоцький Павло Борисович, 28.10.1980, освіта вища, член Політичної партії «НАШ КРАЙ», Голова, Олешківська районна рада Херсонської області, Перший кандидат від Херсонської обласної організації політичної партії «Наш край»                                                                               |
|  | Свистухіна Валентина Миколаївна, 29.07.1967, освіта вища, безпартійна, Перший заступник голови, Олешківська районна державна адміністрація, від Херсонської Обласної організації ПОЛІТИЧНОЇ ПАРТІЇ «СЛУГА НАРОДУ»                                                                                            |
|  | Серогодська Тетяна Іванівна, 15.02.1970, освіта вища, безпартійна, від Херсонської обласної організації Політичної партії «УДАР (Український Демократичний Альянс за Реформи) Віталія Кличка» |
|  | Сидоренко Олександр Вікторович, 12.08.1979, освіта вища, безпартійний, Доцент, Херсонський державний університет, перший кандидат від Херсонської регіональної організації Політичної партії "Партія Ігоря Колихаєва «НАМ ТУТ ЖИТИ!»                                                                         |
|  | Сирота Віктор Миколайович, 24.11.1968, освіта вища, член ПОЛІТИЧНОЇ ПАРТІЇ «ОПОЗИЦІЙНА ПЛАТФОРМА — ЗА ЖИТТЯ», Секретар Олешківської міської ради, Виконком Олешківської міської ради, від Херсонської регіональної організації Політичної партії «ОПОЗИЦІЙНА ПЛАТФОРМА — ЗА ЖИТТЯ»                           |
|  | Тертичний Максим Вікторович, 24.10.1975, освіта загальна середня, член Політичної партії «Радикальна Партія Олега Ляшка», Фізична особа підприємець «Тертичний М. В.», Олешківська районна організація Радикальної партії Олега Ляшка в Херсонській області                                                  |
|  | Тюрін Анатолій Васильович, 30.07.1958, освіта вища, член політичної партії Всеукраїнське об'єднання «Батьківщина», Тренер, Олешківська дитяча юнацька спортивна школа «Золота нива», від Херсонської обласної організації Всеукраїнського об'єднання «Батьківщина»                                           |
|  | Шаповал Володимир Іванович, 26.03.1971, освіта вища, член ПОЛІТИЧНОЇ ПАРТІЇ «ОПОЗИЦІЙНА ПЛАТФОРМА — ЗА ЖИТТЯ», Завідувач гінекологічним відділенням, КП «Олешківська ЦРЛ», від Херсонської регіональної організації Політичної партії «ОПОЗИЦІЙНА ПЛАТФОРМА — ЗА ЖИТТЯ»                                      |

### Депутати
За результатами місцевих виборів 2010 року депутатами ради стали:

#### За суб'єктами висування
| Суб'єкт висування                                                                    | Кількість обраних депутатів | %    |
| ------------------------------------------------------------------------------------ | --------------------------- | ---- |
| Партія регіонів                                                                      | 18                          | 50   |
| Політична партія Всеукраїнське об'єднання «Батьківщина»                              | 10                          | 27,8 |
| Комуністична партія України                                                          | 4                           | 11,1 |
| Політична партія «УДАР (Український Демократичний Альянс за Реформи) Віталія Кличка» | 2                           | 5,6  |
| Політична партія «Фронт Змін»                                                        | 2                           | 5,6  |

#### За округами
| № округу                                                                             | Прізвище, ім'я, по батькові           | Дата визнання обраним | Освіта  | Партійна приналежність                                                                     | Відомості про обраного депутата                                                                                         |
| ------------------------------------------------------------------------------------ | ------------------------------------- | --------------------- | ------- | ------------------------------------------------------------------------------------------ | --- |
| Комуністична партія України                                                          |                                       |                       |         |                                                                                            | |
| б/м                                                                                  | Петриченко Ольга Миколаївна           | 05.11.2010            | вища    | член Комуністичної партії України                                                          | Апарат Центрального комітету Комуністичної партії України, секретар Цюрупинсьнського РК КПУ                             |
| б/м                                                                                  | Посредніков Юрій Павлович             | 05.11.2010            | вища    | член Комуністичної партії України                                                          | пенсіонер |
| б/м                                                                                  | Боєва Олена Рафаїлівна                | 05.11.2010            | середня | член Комуністичної партії України                                                          | пенсіонер |
| 1                                                                                    | Карпухін Юрій Юрійович                | 05.11.2010            | вища    | позапартійний                                                                              | фізична особа-підприємець, юрист                                                                                        |
| Партія регіонів                                                                      |                                       |                       |         |                                                                                            | |
| б/м                                                                                  | Філіпова Світлана Борисівна           | 05.11.2010            | вища    | член Партії регіонів                                                                       | Управління праці та соціального захисту населення Цюрупинського району, начальник                                       |
| б/м                                                                                  | Житченко Ігор Володимирович           | 05.11.2010            | вища    | член Партії регіонів                                                                       | Херсонська міська рада, фонд комунальної власності, голова                                                              |
| б/м                                                                                  | Махров Владислав Володимирович        | 05.11.2010            | вища    | член Партії регіонів                                                                       | Цюрупинський районний відділ управління міністерства внутрішніх справ України Херсонської області, заступник начальника |
| б/м                                                                                  | Каменюка Олександр Михайлович         | 05.11.2010            | вища    | член Партії регіонів                                                                       | Будівельномо-нтажне управління «Промжилбуд-5», начальник                                                                |
| б/м                                                                                  | Іващенко Тетяна Миколаївна            | 05.11.2010            | вища    | член Партії регіонів                                                                       | Цюрупинська спеціалізована загальноосвітня школа № 4, директор                                                          |
| б/м                                                                                  | Дзюбенко Олена Василівна              | 05.11.2010            | вища    | член Партії регіонів                                                                       | Сагівська сільська бібліотека, завідувач                                                                                |
| б/м                                                                                  | Баутіна Людмила Володимирівна         | 05.11.2010            | вища    | член Партії регіонів                                                                       | Верховна Рада України, помічник-консультант народного депутата України                                                  |
| 2                                                                                    | Власенко Лідія Дмитрівна              | 05.11.2010            | вища    | позапартійна                                                                               | Цюрупинська філія Херсонського бюро технічної інвентаризації, головний інженер                                          |
| 3                                                                                    | Княгніцький Павло Павлович            | 05.11.2010            | вища    | позапартійний                                                                              | Цюрупинська філія ВАТ «Херсонгаз», начальник                                                                            |
| 4                                                                                    | Гаврилов Віктор Іванович              | 05.11.2010            | вища    | член Партії регіонів                                                                       | фізична особа-підприємець                                                                                               |
| 5                                                                                    | Княгніцька Тетяна Григорівна          | 05.11.2010            | вища    | позапартійна                                                                               | КП «Цюрупинський дитячий будинок-інтернат», директор                                                                    |
| 6                                                                                    | Бушко Олександр Миколайович           | 05.11.2010            | вища    | член Партії регіонів                                                                       | фізична особа-підприємець                                                                                               |
| 9                                                                                    | Шаповал Володимир Іванович            | 05.11.2010            | вища    | позапартійний                                                                              | Цюрупинська ЦРЛ, лікар                                                                                                  |
| 10                                                                                   | Кочерган Лариса Анатоліївна           | 05.11.2010            | вища    | член Партії регіонів                                                                       | Фонд страхування від нещасних випадків на виробництві та професійних захворювань, директор                              |
| 11                                                                                   | Піддубко Марія Михайлівна             | 05.11.2010            | вища    | член Партії регіонів                                                                       | ДП «Цюрупинське лісомисливське господарство», начальник лісогосподарського відділу                                      |
| 14                                                                                   | Гараненко Микола Петрович             | 05.11.2010            | вища    | член Партії регіонів                                                                       | Цюрупинська ЦРЛ, лікар                                                                                                  |
| 15                                                                                   | Джантімирова-Савченко Наталя Іванівна | 05.11.2010            | вища    | член Партії регіонів                                                                       | фізична особа-підприємець                                                                                               |
| 16                                                                                   | Петько Тетяна Леонідівна              | 05.11.2010            | вища    | член Партії регіонів                                                                       | Цюрупинська спеціалізована загальноосвітня школа № 4, вчитель                                                           |
| Політична партія Всеукраїнське об'єднання «Батьківщина»                              |                                       |                       |         |                                                                                            | |
| б/м                                                                                  | Трачук Сергій Васильович              | 05.11.2010            | середня | член Всеукраїнського об'єднання «Батьківщина»                                              | ТОВ «Куб», директор |
| б/м                                                                                  | Шовенко Сергій Миколайович            | 05.11.2010            | вища    | член Всеукраїнського об'єднання «Батьківщина»                                              | ВАТ «Цюрупинський маслозавод», голова правління                                                                         |
| б/м                                                                                  | Калінін Віктор Сергійович             | 05.11.2010            | вища    | член Всеукраїнського об'єднання «Батьківщина»                                              | приватний підприємець                                                                                                   |
| б/м                                                                                  | Яковчук Олександр Сергійович          | 05.11.2010            | вища    | член Всеукраїнського об'єднання «Батьківщина»                                              | приватний підприємець                                                                                                   |
| 7                                                                                    | Крівіч Людмила Іванівна               | 05.11.2010            | середня | позапартійна                                                                               | Цюрупинська ЦРЛ, медична сестра                                                                                         |
| 8                                                                                    | Тюрін Анатолій Васильович             | 05.11.2010            | вища    | член Всеукраїнського об'єднання «Батьківщина»                                              | Цюрупинська дитяча юнацька спортивна школа, тренер                                                                      |
| 12                                                                                   | Баранова Людмила Михайлівна           | 05.11.2010            | вища    | член Всеукраїнського об'єднання «Батьківщина»                                              | МКП «Чародійка», перукар                                                                                                |
| 13                                                                                   | Скибінський Олександр Анатолійович    | 05.11.2010            | вища    | позапартійний                                                                              | Цюрупинська дитяча юнацька спортивна школа «Золота нива», тренер                                                        |
| 17                                                                                   | Степанський Леонід Іванович           | 05.11.2010            | вища    | член Всеукраїнського об'єднання «Батьківщина»                                              | тимчасово не працює |
| 18                                                                                   | Іванов Василь Іванович                | 05.11.2010            | середня | позапартійний                                                                              | Дошкільний навчальний заклад, музичний керівник                                                                         |
| Політична партія «УДАР (Український Демократичний Альянс за Реформи) Віталія Кличка» |                                       |                       |         |                                                                                            | |
| б/м                                                                                  | Іванов Олександр Іванович             | 05.11.2010            | середня | член Політичної партії «УДАР (Український Демократичний Альянс за Реформи) Віталія Кличка» | Спеціальний майданчик відділу ДАЇ в Херсонській області, м. Цюрупинськ, начальник                                       |
| б/м                                                                                  | Іванова Тетяна Сергіївна              | 05.11.2010            | вища    | член Політичної партії «УДАР (Український Демократичний Альянс за Реформи) Віталія Кличка» | фізична особа-підприємець                                                                                               |
| Політична партія «Фронт Змін»                                                        |                                       |                       |         |                                                                                            | |
| б/м                                                                                  | Бєтєв В'ячеслав Веніамінович          | 05.11.2010            | вища    | член Політичної партії «Фронт Змін»                                                        | ВАТ «Агропром-енерго», голова правління                                                                                 |
| б/м                                                                                  | Гараненко Володимир Іванович          | 05.11.2010            | середня | член Політичної партії «Фронт Змін»                                                        | тимчасово не працює |

### Керівний склад попередніх скликань
| Прізвище, ім'я, по батькові | Основні відомості                                                       | Дата обрання | Дата звільнення |
| --------------------------- | ----------------------------------------------------------------------- | ------------ | --------------- |
| Княгніцький Павло Павлович  | Міський голова, 1953 року народження, безпартійний                      | 26.03.2006   | 01.08.2006      |
| Грибовська Ганна Василівна  | Міський голова, 1953 року народження, член Партії регіонів              | 17.12.2006   | 03.06.2008      |
| Зарічна Людмила Петрівна    | Міський голова, 1964 року народження, позапартійна                      | 30.11.2008   | 31.10.2010      |
| Плотніков Василь Фадійович  | Міський голова, 1953 року народження, освіта вища, член Партії регіонів | 31.10.2010   |                 |

Примітка: таблиця складена за даними сайту Верховної Ради України